# U 232
U 232 war ein U-Boot vom Typ VII C, welches im Zweiten Weltkrieg von der Kriegsmarine eingesetzt wurde.

## Versenkung
Eine Liberator des zweiten Geschwaders der USAAF entdeckte U 232 am 8. Juli 1943 südwestlich von Kap Finisterre. Das Flugzeug überflog das deutsche U-Boot, warf aus 15 m Höhe vier Wasserbomben und beobachtete im Anschluss, dass der Gegner manöverierunfähig erschien und hecklastig im Kreis fuhr. Der Pilot entschloss sich zu einem zweiten Angriff, wobei die Liberator durch Flak-Gegenwehr derart beschädigt wurde, dass sich der Bombenschacht nicht mehr öffnen ließ. Beim dritten und letzten Anflug öffnete die Besatzung dementsprechend den Bombenschacht per Hand. Das getroffene U 232 sank anschließend über Heck (Lage).  